# Тарбек
Тарбек (њем. Tarbek) општина је у њемачкој савезној држави Шлезвиг-Холштајн. Једно је од 95 општинских средишта округа Зегеберг. Према процјени из 2010. у општини је живјело 162 становника. Посједује регионалну шифру (AGS) 1060086, NUTS (DEF0D) и LOCODE (DE TBK) код.

## Географски и демографски подаци
Тарбек се налази у савезној држави Шлезвиг-Холштајн у округу Зегеберг. Општина се налази на надморској висини од 55 метара. Површина општине износи 10,0 km². У самом мјесту је, према процјени из 2010. године, живјело 162 становника. Просјечна густина становништва износи 16 становника/km².

## Међународна сарадња
| Мјесто | Држава | Врста сарадње | Од    |
| ------ | ------ | ------------- | ----- |
| Бровст | Данска | пријатељство  | 1977. |
| Извор  |        |               |       |